# Vojtěch Stránský
Vojtěch Stránský, né le 13 mars 2003 à Ostrava en Tchéquie, est un footballeur tchèque qui évolue au poste de milieu central au Mladá Boleslav.

## Biographie

### En club
Né à Ostrava en Tchéquie Vojtěch Stránský est formé par le Mladá Boleslav. Le 21 octobre 2019, il signe son premier contrat professionnel avec son club formateur.
Il joue son premier match en professionnel le 30 mai 2020, face au FC Viktoria Plzeň, en championnat. Il entre en jeu à la place de David Douděra lors de ce match perdu par son équipe par sept buts à un.
Il marque son premier but en professionnel le 21 août 2021 contre le FK Teplice, en championnat. Il entre en jeu à la place de Jiří Skalák et marque dans les dernières minutes du matchs, participant à la victoire de son équipe par trois buts à un. Quelques jours plus tard il prolonge son contrat avec son club formateur jusqu'en juin 2025.
Lors de l'été 2023, Vojtěch Stránský est prêté pour une saison au FK Varnsdorf, en deuxième division tchèque.

### En sélection
Vojtěch Stránský représente l'équipe de Tchéquie des moins de 19 ans de 2021 à 2022, jouant au total onze matchs et marquant trois buts.